# Bešenovo
Bešenovo (cyr. Бешеново) – wieś w Serbii, w Wojwodinie, w okręgu sremskim, w mieście Sremska Mitrovica. W 2011 roku liczyła 841 mieszkańców.